# Martín Cardetti
Martín Alejandro Cardetti (Rio Cuarto, 22 ottobre 1975) è un allenatore di calcio ed ex calciatore argentino, di ruolo attaccante, tecnico del Llaneros.

## Palmarès

### Club

#### Competizioni nazionali
- Campionato argentino: 4

River Plate: Apertura 1997, Apertura 1999, Clausura 2000, Clausura 2002

#### Competizioni internazionali
- Coppa CONMEBOL: 1

Rosario Central: 1995
- Supercoppa Sudamericana: 1

River Plate: 1997

### Individuale
- Capocannoniere del campionato argentino: 1

Apertura 2001